# Haliclona regia
Haliclona regia är en svampdjursart som först beskrevs av Brøndsted 1924.  Haliclona regia ingår i släktet Haliclona och familjen Chalinidae. Inga underarter finns listade i Catalogue of Life.